# DM i landevejscykling 2003
Danmarksmesterskaberne i landevejscykling 2003 blev afholdt fra 27. – 29. juni 2003 i Nibe i Jylland. Konkurrencerne for U23 og juniorer blev afholdt 14. og 15. juni.
| Event           | Guld                      | Sølv                       | Bronze                   |
| --------------- | ------------------------- | -------------------------- | ------------------------ |
| Herrer - Elite  |                           |                            |                          |
| Enkeltstart     | Michael Blaudzun          | Jørgen Bo Petersen         | Brian Vandborg           |
| Linjeløb        | Nicki Sørensen            | Allan Johansen             | Bo Hamburger             |
| Herrer - U23    |                           |                            |                          |
| Enkeltstart     | Brian Vandborg            | Mads Christensen           | Michael Tronborg         |
| Linjeløb        | Mads Christensen          | Brian Vandborg             | Lars Frederiksen         |
| Herrer - Junior |                           |                            |                          |
| Enkeltstart     | Rasmus Fjordside Lehrmann | Christian Knørr            | Morten Ryberg Gottlieb   |
| Linjeløb        | Anders Lund               | Kristoffer Gudmund Nielsen | Mike Dahl Olsen          |
| Damer - Elite   |                           |                            |                          |
| Enkeltstart     | Lisbeth Simper            | Vibe Janne Kolding         | Christina Peick Andersen |
| Linjeløb        | Lisbeth Simper            | Dorte Lohse                | Trine Hansen             |
| Damer - Junior  |                           |                            |                          |
| Enkeltstart     | Sisse Hermansen           | Karina Trosborg            | Pi Ellebæk Knudsen       |